# حشره‌خوار سوسور
 حشره‌خوار سوسور (نام علمی: Sorex saussurei) نام یک گونه از سرده حشره‌خوارهای دم‌دراز است.